# 太平洋災害中心
太平洋災害中心（英語：Pacific Disaster Center，縮寫PDC）是一個應用科學、信息和技術中心，致力於減少災害帶來的風險以及災害對全球生命、財產和經濟的影響。

## 概述
1992年，颶風伊尼基重創美國夏威夷州考艾岛，之後美國國會便成立太平洋災害中心，並於1996年開始運營。最初創建的目的是利用信息資源來減輕自然灾害對夏威夷的影響。
太平洋災害中心的總部位於夏威夷的茂宜島，在歐胡島和華盛頓哥倫比亞特區設有辦事處。自2006年以來，夏威夷大學一直是太平洋災害中心的管理合伙人。